# Rio Calabouço
Rio Calabouço är ett vattendrag i Brasilien. Det ligger i den östra delen av landet, 1 700 km nordost om huvudstaden Brasília.
Omgivningarna runt Rio Calabouço är huvudsakligen savann. Runt Rio Calabouço är det ganska tätbefolkat, med 58 invånare per kvadratkilometer.